# Parola di Pollice Verde
Parola di Pollice Verde è stato un programma televisivo italiano di genere enogastronomico e naturalistico, trasmesso su Rete 4 dal 17 settembre 2016 al 13 luglio 2019, dalle ore 12:00 alle 13:00, con la conduzione di Luca Sardella. Dal 22 settembre 2018 il programma è andato in onda dalle 13:00 alle 14:00.

## Il programma
Il programma viene cancellato e sostituito da un programma condotto dallo stesso Luca Sardella, Sempre Verde, in onda su Rete 4 dal 5 ottobre 2019.
Il programma faceva tappa in varie località dell'Italia, producendo dei reportage che mostrano eccellenze paesaggistiche e agroalimentari col proposito di promuovere il "Made in Italy". Tra i temi trattati, il benessere, la salute e la cucina.

## Edizioni
| Edizione | Anno      | Conduzione    | Periodo           | Periodo           |
| Edizione | Anno      | Conduzione    | Inizio            | Fine              |
| -------- | --------- | ------------- | ----------------- | ----------------- |
| 1ª       | 2016-2017 | Luca Sardella | 17 settembre 2016 | 16 settembre 2017 |
| 2ª       | 2017-2018 | Luca Sardella | 23 settembre 2017 | 21 luglio 2018    |
| 3ª       | 2018-2019 | Luca Sardella | 22 settembre 2018 | 13 luglio 2019    |